# Поцо Нуово-Парадизо (Лече)
Поцо Нуово-Парадизо (итал. Pozzo Nuovo-Paradiso) је насеље у Италији у округу Лече, региону Апулија.
Према процени из 2011. у насељу је живело 45 становника. Насеље се налази на надморској висини од 56 м.